# Sonder
Sonder este un film românesc din 2016 regizat de Simona Deaconescu.

## Distribuție
Distribuția filmului este alcătuită din:
- Denis Bolborea
- Galea Bobeicu
- Răzvan Stoian
- Simona Dabija
- Diana Spiridon